# Hrabina Alex
Hrabina Alex (Nyíregyháza, 1995. április 5. –) magyar labdarúgó, a Kisvárda kapusa.

## Pályafutása

### Klubcsapatokban
A Nyíregyháza saját nevelésű játékosa, aki végig járta a korosztályos csapatokat. 2011. október 16-án a Balmazújvárosi FC elleni NBII-es mérkőzésen debütált a Nyíregyháza első csapatában. A szezon során több alkalommal nem védett az első csapatban.
2012-ben több angol klubnál járt próbajátékon, többek közt az élvonalbeli Stoke City csapatánál. A következő idényben 2012. szeptember 29-én a Kazincbarcikai SC elleni hazai mérkőzésen a 66. percben Balogh János sérülése miatt csereként állt be, majd a következő Szeged 2011 elleni bajnoki mérkőzésen már kezdőként lépett pályára.
2013 nyarán kölcsönbe került egy évre a Budaörsi SC csapatához, ahol 19 mérkőzésen védett kezdőként az NBIII-ban.
2015. február 21-én a Paksi FC ellen sérülések és eltiltás miatt összesen 14 benevezhető játékosa maradt a Nyíregyházának, de közöttük három kapusa szerepelt. Balogh János kapott szerepet a kapuban, míg Ovszijenko Volodomir csatárként kezdett, majd a mérkőzés hajrájában Hrabina is mezőnyjátékosként lépett pályára. 2017 februárjában a Békéscsaba 1912 Előre szerződtette. Fél év elteltével a Szolnoki MÁV FC csapatában folytatta pályafutását. 2018 nyarán a harmadosztályú Cigánd SE csapatához igazolt. A Videoton FC elleni Magyar Kupa-találkozón több bravúros védéssel hívta fel magára a figyelmet, csapata azonban így is 2–0-s vereséget szenvedett. 2019. január 31-én a Debreceni VSC szerződtette.
A Debreceni VSC csapata 2022. december 31-én közös megegyezéssel szerződést bontott vele.

### A válogatottban
A 2011-es Telki-kupán részt vett a Magyar U17-es labdarúgó-válogatott tagjaként, és végül meg is nyerték a tornát. Tagja volt a 2014-es U19-es labdarúgó-Európa-bajnokságon részt vevő magyar U19-es labdarúgó-válogatottnak.

## Sikerei, díjai
Debreceni VSC
- NB II bajnok (1): 2020–21

 Kisvárda FC
- NB II bajnok (1): 2024–25